# Секагья, Ибрахим
Ибрахим Секагья (англ. Ibrahim Sekagya; родился 19 декабря 1980, Кампала, Уганда) — угандийский футболист, защитник, известный по выступлениям за клуб «Ред Булл» (Зальцбург) и сборную Уганды.

## Карьера

### Клубная
Начинал Ибрахим в сильнейшем клубе Уганды «Кампала Сити Коунсил», где провел 4 года. В 2001 он перебрался в Аргентину, клубам которой он отдал 6 лет. Поиграл он за такие аргентинские клубы, как «Атлетико Рафаэла», «Феррокарриль Оэсте» и «Арсенал». В июне 2007 Секагья подписал трёхлетний контракт с чемпионом австрийской Бундеслиги — зальцбургским «Ред Буллом» с возможностью продления. В июле 2013 года Секагья перешёл в клуб MLS «Нью-Йорк Ред Буллз».

### В сборной
За сборную Секагья выступал с 1999 по 2011 годы. Он сыграл за национальную команду 35 матчей и забил 3 мяча: в ворота сборной ДР Конго и сборной Нигера.

## Достижения
Ред Булл (Зальцбург)
- Чемпион Австрии (3): 2008/09, 2009/10, 2011/12
- Обладатель Кубка Австрии (1): 2011/12

 Нью-Йорк Ред Буллз
- Победитель регулярного чемпионата MLS (1): 2013